# Вудсток (Њујорк)
Вудсток енгл. Woodstock је назив места на југоистоку државе Њујорк (САД), југо-југозападно од Олбанија у округу Алстер. У близини села, 40 km југозападно, у области Саливен, одржан је 1969. године познати рок-фестивал. У граду је живело 6.241 становника 2000. године.

## Становништво
| Група             | 2000. | 2010. |
| Белци             |       |       |
| Афроамериканци    |       |       |
| Азијати           |       |       |
| Хиспаноамериканци |       |       |
| Укупно            |       |       |